# زهرة الحواشي الرويترية
زهرة الحواشي الرويترية (باللاتينية: Veronica reuterana) نوع نباتي يتبع جنس زهرة الحواشي من الفصيلة الحملية. كانت تصنف سابقًا ضمن الفصيلة الغدبية.

## الموئل والانتشار
موطنها المشرق العربي وتركيا وأرمينيا.